# Miejskie Przedsiębiorstwo Komunikacyjne w Krakowie
Miejskie Przedsiębiorstwo Komunikacyjne Spółka Akcyjna w Krakowie (MPK S.A. w Krakowie) – jedna ze spółek powstałych w 1997 roku z przekształcenia MPK Sp. z o.o.. Zajmuje się realizacją transportu zbiorowego na terenie gminy Kraków – na podstawie umowy z Zarządem Transportu Publicznego – oraz poza jej granicami. W 2012 roku otrzymała srebrny listek CSR. Spółka otrzymała 16 razy tytuł i certyfikat „Przedsiębiorstwa Fair Play”.

## Historia
Miejskie Przedsiębiorstwo Komunikacyjne w Krakowie zostało spółką akcyjną w styczniu 1997 roku i jest spółką zależną Krakowskiego Holdingu Komunalnego SA. Pierwotnie przedsiębiorstwo było spółką z ograniczoną odpowiedzialnością, powstałą w 1990 roku z przekształcenia przedsiębiorstwa państwowego Miejskie Przedsiębiorstwo Komunikacyjne w Krakowie. Nowa spółka zajęła się organizacją transportu zbiorowego na terenie Krakowa oraz sąsiednich gmin. Od 1 sierpnia 2006 roku komunikacja miejska w Krakowie funkcjonuje na zupełnie innych zasadach, w których rozdzielona jest rola organizatora od przewoźników, a MPK SA w Krakowie stało się przewoźnikiem, przekazując kompetencje organizacyjne do nowo utworzonego Zarządu Dróg i Transportu, zastąpionego później przez Zarząd Infrastruktury Komunalnej i Transportu, który 1 listopada 2018 został zastąpiony przez Zarząd Transportu Publicznego w Krakowie.

## Zakres działalności

### Do 31 lipca 2006 roku
Do 31 lipca 2006 roku MPK SA było zarówno organizatorem transportu zbiorowego w mieście, jak i przewoźnikiem. Do kompetencji spółki należało:
1. ustalanie liczby i przebiegu linii autobusowych oraz tramwajowych,
2. dobór częstotliwości kursowania na poszczególnych liniach,
3. układanie rozkładów jazdy,
4. lokalizacja przystanków,
5. przydział taboru do linii,
6. wykonywanie przewozów na liniach autobusowych i tramwajowych,
7. dystrybucja i kontrola biletów,
8. zarządzanie miejską infrastrukturą transportu publicznego.

Dochody spółki stanowiła sprzedaż biletów oraz dofinansowanie Gminy Miejskiej Kraków.

### Od 1 sierpnia 2006 roku
Obecnie MPK SA jest przedsiębiorstwem świadczącym usługi przewozowe na rzecz Gminy Miejskiej Kraków oraz gmin sąsiednich na podstawie osobnych umów. W jego kompetencjach leży:
1. wykonywanie przewozów na obsługiwanych liniach autobusowych i tramwajowych,
2. układanie rozkładów jazdy,
3. obsługa informacyjna na przystankach,
4. utrzymywanie miejskiej infrastruktury przystankowej,
5. dystrybucja biletów.

Dochody spółki stanowią opłaty za wykonaną pracę przewozową na obsługiwanych liniach autobusowych i tramwajowych, a także za utrzymywanie infrastruktury przystankowej oraz dystrybucję biletów określane przez umowy powierzenia z organizatorem transportu publicznego.
Oprócz wykonywania przewozów pasażerskich, MPK SA realizuje także wybrane inwestycje miejskie z zakresu transportu publicznego (np. remonty torowisk tramwajowych).

## Zajezdnie
Obecnie MPK SA posiada pięć zajezdni:
- Tramwajowe:
  - Zajezdnia Podgórze
  - Zajezdnia Nowa Huta
- Autobusowe:
  - Zajezdnia Wola Duchacka
  - Wiata przystankowa MPK KrakówZajezdnia Płaszów
  - Zajezdnia Bieńczyce

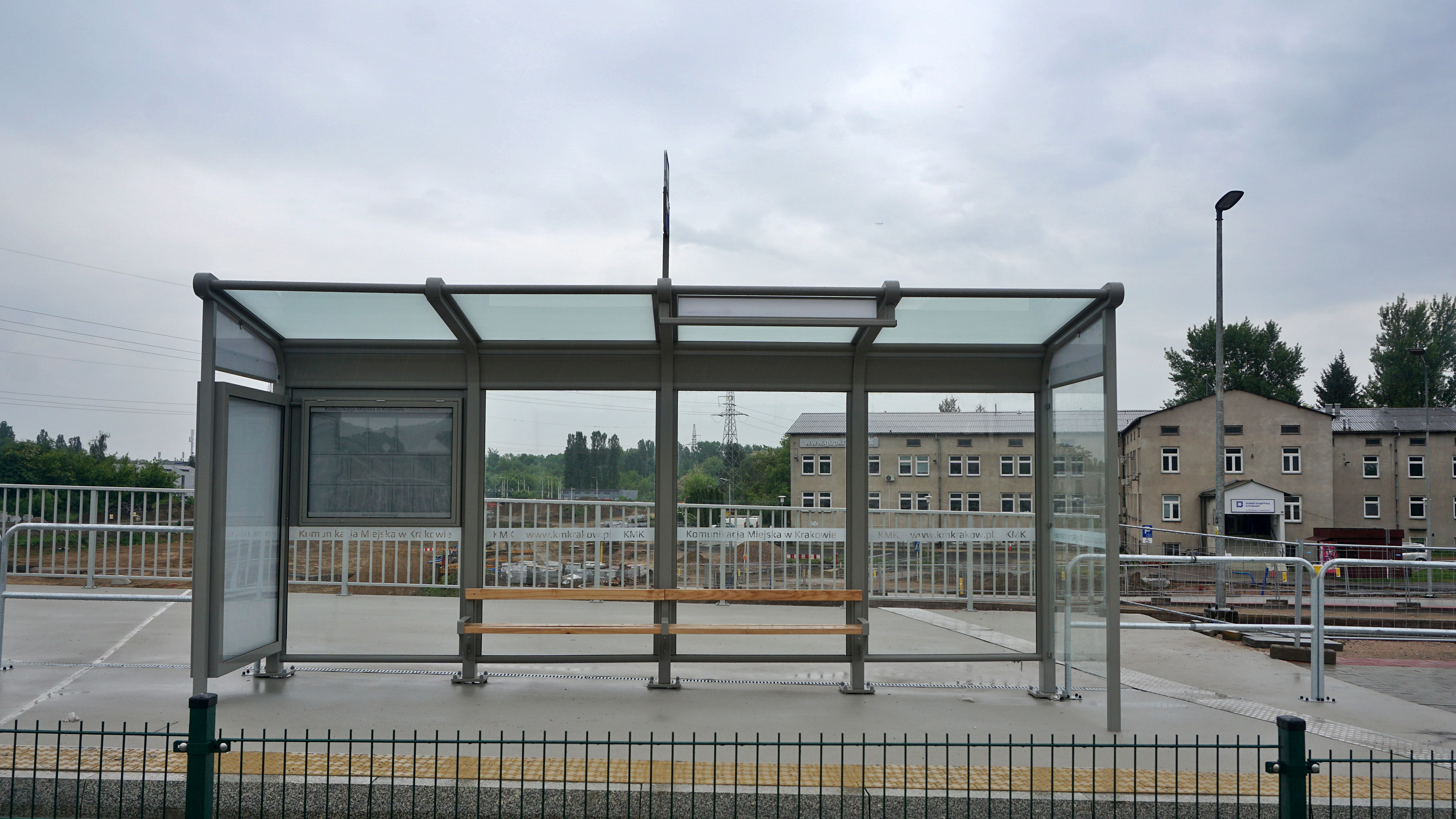
Wiata przystankowa MPK Kraków

W roku 1998 zakończono eksploatację autobusowej Zajezdni Czyżyny, a załogę oraz stacjonujący tam tabor przeniesiono do pozostałych zajezdni. Od roku 2009 zabytkowe tramwaje będące własnością MPK SA przeniesiono do wyremontowanej Zajezdni św. Wawrzyńca na Kazimierzu, która należy do Muzeum Inżynierii Miejskiej w Krakowie.

## Tabor
MPK SA eksploatuje obecnie w swojej flocie pojazdów autobusy i tramwaje.

### Tramwaje
Pod koniec 2022 roku MPK SA posiadało 376 liniowych wagonów tramwajowych. Od drugiej dekady XXI wieku zintensyfikowano działania mające na celu odnowienie taboru przewoźnika – w 2015 roku do ruchu wprowadzono wagony Pesa 2014N zwane „Krakowiakami”, a w 2020 roku do jazd z pasażerami wyjechały pierwsze pojazdy Stadler Tango nazywane w Krakowie „Lajkonikami”. Dodatkowo została zamówiona partia 60 wagonów Stadler Tango w wersji „Lajkonik II”, których produkcja jest zaplanowana na lata 2022-2023. 

#### Eksploatowane
W październiku 2023 roku eksploatowane były następujące pojazdy:
| Typ tramwaju                                                                        | Eksploatacja od                                                                     | Numer taborowy                                                                      | Udogodnienia | Uwagi                                                                                           | Zajezdnia Podgórze [R]                                                              | Zajezdnia Nowa Huta [H]                                                             | Liczba składów (wagonów) |
| ----------------------------------------------------------------------------------- | ----------------------------------------------------------------------------------- | ----------------------------------------------------------------------------------- | --- | ----------------------------------------------------------------------------------------------- | ----------------------------------------------------------------------------------- | ----------------------------------------------------------------------------------- | ------------------------ |
| Konstal 105Na                                                                       | 1975                                                                                | RZ2xx                                                                               | [ b ] | stopniowo wycofywane                                                                            | 13 (34)                                                                             | –                                                                                   | 13 (34)                  |
| E1                                                                                  | 2004                                                                                | HW1xx                                                                               | automaty biletowe · system informacji pasażerskiej · monitoring                                                                                   | stopniowo wycofywane                                                                            | –                                                                                   | 8 (8)                                                                               | 8 (8)                    |
| E1+c3                                                                               | 2004                                                                                | HW1xx+HB5xx                                                                         | automaty biletowe · system informacji pasażerskiej · monitoring                                                                                   | stopniowo wycofywane                                                                            | –                                                                                   | 9 (18)                                                                              | 9 (18)                   |
| Bombardier NGT6                                                                     | 1999                                                                                | RP601 – RP650                                                                       | [ b ] | eksploatowane są 3 serie nieznacznie różniące się od siebie wagony są wyposażane w klimatyzację | 50 (50)                                                                             | –                                                                                   | 50 (50)                  |
| N8S/N8C                                                                             | 2006                                                                                | HK451 - HK462 (bez HK458)                                                           | przewóz osób na wózkach · automaty biletowe · system informacji pasażerskiej · monitoring · klimatyzacja przestrzeni pasażerskiej                 | 7 pojazdów zmodernizowano do standardu N8C                                                      | –                                                                                   | 11 (11)                                                                             | 11 (11)                  |
| Düwag GT8C/GT8N                                                                     | 2009                                                                                | RF301-RF333                                                                         | przewóz osób na wózkach · automaty biletowe · system informacji pasażerskiej · klimatyzacja przestrzeni pasażerskiej                              | po kasacji RF316 w wyniku kolizji nastąpiło przenumerowanie: RF312 → RF316 oraz RF303 → RF312   | 33 (33)                                                                             | –                                                                                   | 33(33)                   |
| EU8N                                                                                | 2008                                                                                | HL401 – HL440                                                                       | przewóz osób na wózkach · automaty biletowe · system informacji pasażerskiej · monitoring · klimatyzacja przestrzeni pasażerskiej                 | –                                                                                               | –                                                                                   | 40 (40)                                                                             | 40 (40)                  |
| Protram 405N                                                                        | 2012                                                                                | HG999                                                                               | przewóz osób na wózkach · automaty biletowe · system informacji pasażerskiej · monitoring · klimatyzacja przestrzeni pasażerskiej                 | –                                                                                               | –                                                                                   | 1 (1)                                                                               | 1 (1)                    |
| Bombardier NGT8                                                                     | 2012                                                                                | RY801 – RY824                                                                       | przewóz osób na wózkach · automaty biletowe · system informacji pasażerskiej · monitoring · klimatyzacja przestrzeni pasażerskiej                 | –                                                                                               | 24 (24)                                                                             | –                                                                                   | 24 (24)                  |
| Pesa Krakowiak 2014N                                                                | 2015                                                                                | RG901 – RG914 HG915 – HG936                                                         | przewóz osób na wózkach · automaty biletowe · system informacji pasażerskiej · monitoring · klimatyzacja przestrzeni pasażerskiej · ładowarki USB | –                                                                                               | 14 (14)                                                                             | 22 (22)                                                                             | 36 (36)                  |
| Stadler Tango Lajkonik                                                              | 2020                                                                                | RY825 – RY839 HY840 – HY874                                                         | przewóz osób na wózkach · automaty biletowe · system informacji pasażerskiej · monitoring · klimatyzacja przestrzeni pasażerskiej · ładowarki USB | –                                                                                               | 15 (15)                                                                             | 35 (35)                                                                             | 50 (50)                  |
| Stadler Tango Lajkonik II                                                           | 2022                                                                                | RY875 – RY889 HY701 – HY745                                                         | przewóz osób na wózkach · automaty biletowe · system informacji pasażerskiej · monitoring · klimatyzacja przestrzeni pasażerskiej · ładowarki USB | –                                                                                               | 15 (15)                                                                             | 45 (45)                                                                             | 60 (60)                  |
| Wszystkie składy (wagony) (stan na 22.10.2023r.)                                    | Wszystkie składy (wagony) (stan na 22.10.2023r.)                                    | Wszystkie składy (wagony) (stan na 22.10.2023r.)                                    | Wszystkie składy (wagony) (stan na 22.10.2023r.)                                                                                                  | Wszystkie składy (wagony) (stan na 22.10.2023r.)                                                | 159 (181)                                                                           | 176 (189)                                                                           | 335 (370)                |
| Udział składów (wagonów) niskopodłogowych (stan na 22.10.2023r.)                    | Udział składów (wagonów) niskopodłogowych (stan na 22.10.2023r.)                    | Udział składów (wagonów) niskopodłogowych (stan na 22.10.2023r.)                    | Udział składów (wagonów) niskopodłogowych (stan na 22.10.2023r.)                                                                                  | Udział składów (wagonów) niskopodłogowych (stan na 22.10.2023r.)                                | Udział składów (wagonów) niskopodłogowych (stan na 22.10.2023r.)                    | Udział składów (wagonów) niskopodłogowych (stan na 22.10.2023r.)                    | 66% (59%)                |
| Udział składów (wagonów) niskopodłogowych i niskowejściowych (stan na 22.10.2023r.) | Udział składów (wagonów) niskopodłogowych i niskowejściowych (stan na 22.10.2023r.) | Udział składów (wagonów) niskopodłogowych i niskowejściowych (stan na 22.10.2023r.) | Udział składów (wagonów) niskopodłogowych i niskowejściowych (stan na 22.10.2023r.)                                                               | Udział składów (wagonów) niskopodłogowych i niskowejściowych (stan na 22.10.2023r.)             | Udział składów (wagonów) niskopodłogowych i niskowejściowych (stan na 22.10.2023r.) | Udział składów (wagonów) niskopodłogowych i niskowejściowych (stan na 22.10.2023r.) | 90% (81%)                |
| Udział składów (wagonów) klimatyzowanych (stan na 22.10.2023r.)                     | Udział składów (wagonów) klimatyzowanych (stan na 22.10.2023r.)                     | Udział składów (wagonów) klimatyzowanych (stan na 22.10.2023r.)                     | Udział składów (wagonów) klimatyzowanych (stan na 22.10.2023r.)                                                                                   | Udział składów (wagonów) klimatyzowanych (stan na 22.10.2023r.)                                 | Udział składów (wagonów) klimatyzowanych (stan na 22.10.2023r.)                     | Udział składów (wagonów) klimatyzowanych (stan na 22.10.2023r.)                     | 85% (76%)                |

#### Galeria

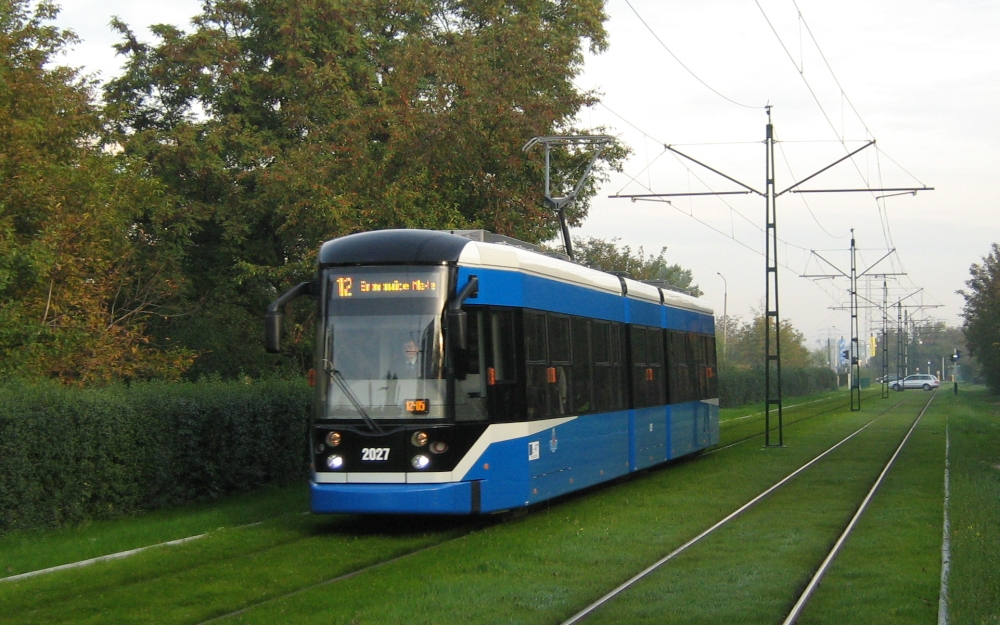
Bombardier NGT6/2 (III seria)
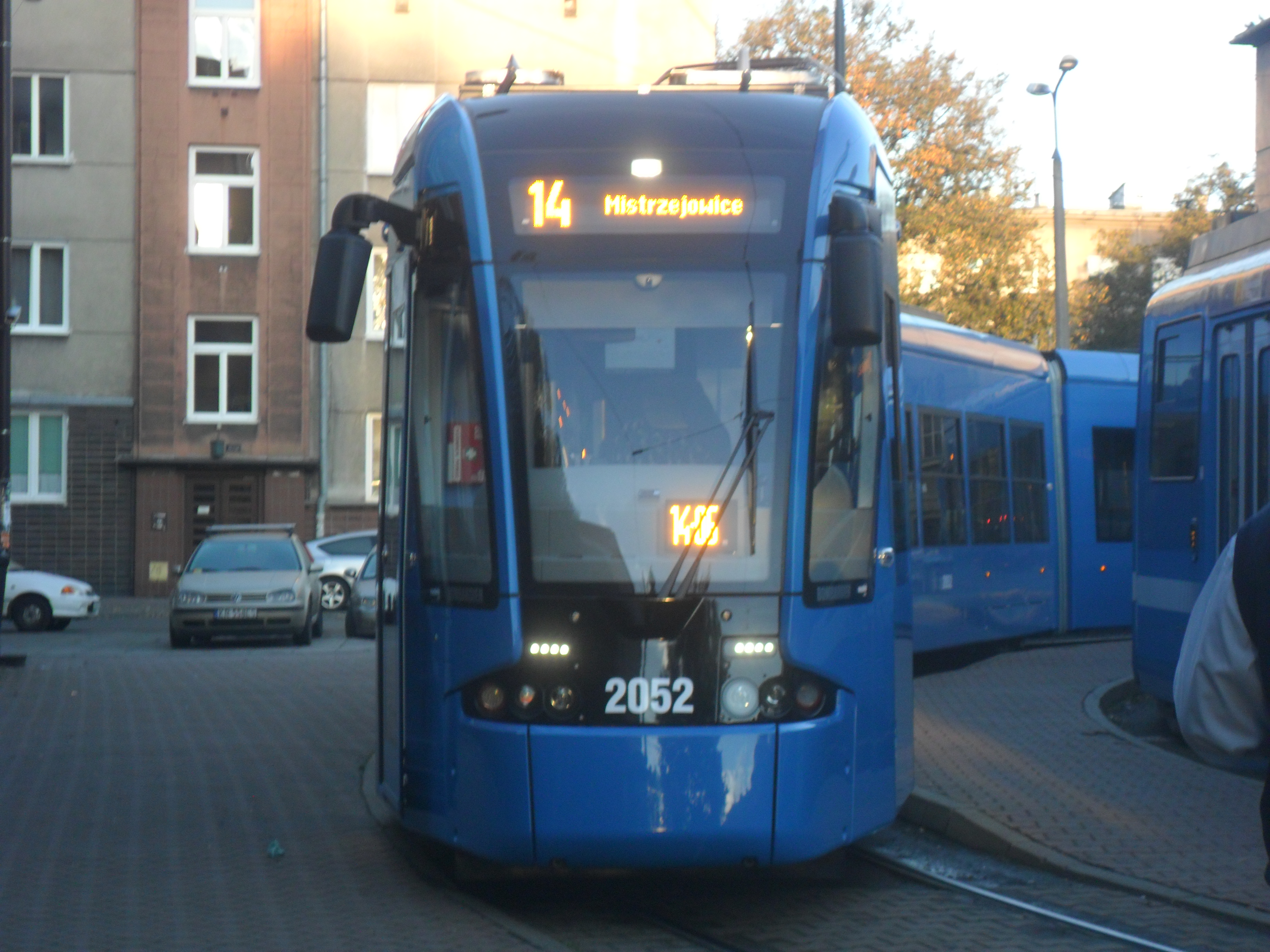
Bombardier NGT8
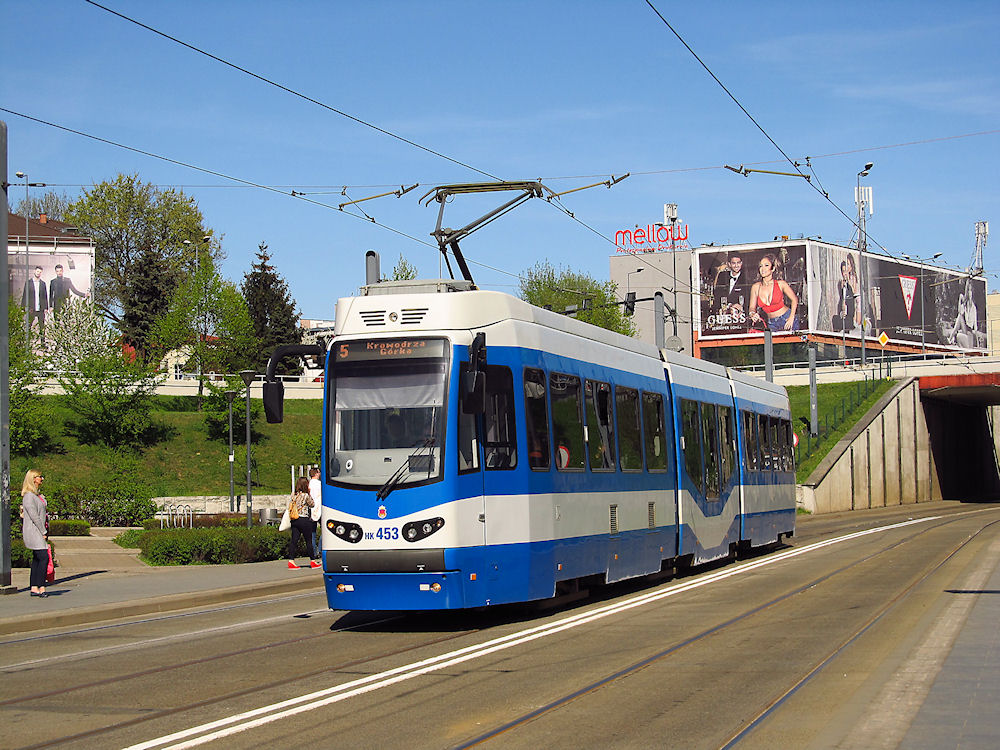
MAN N8S-NF
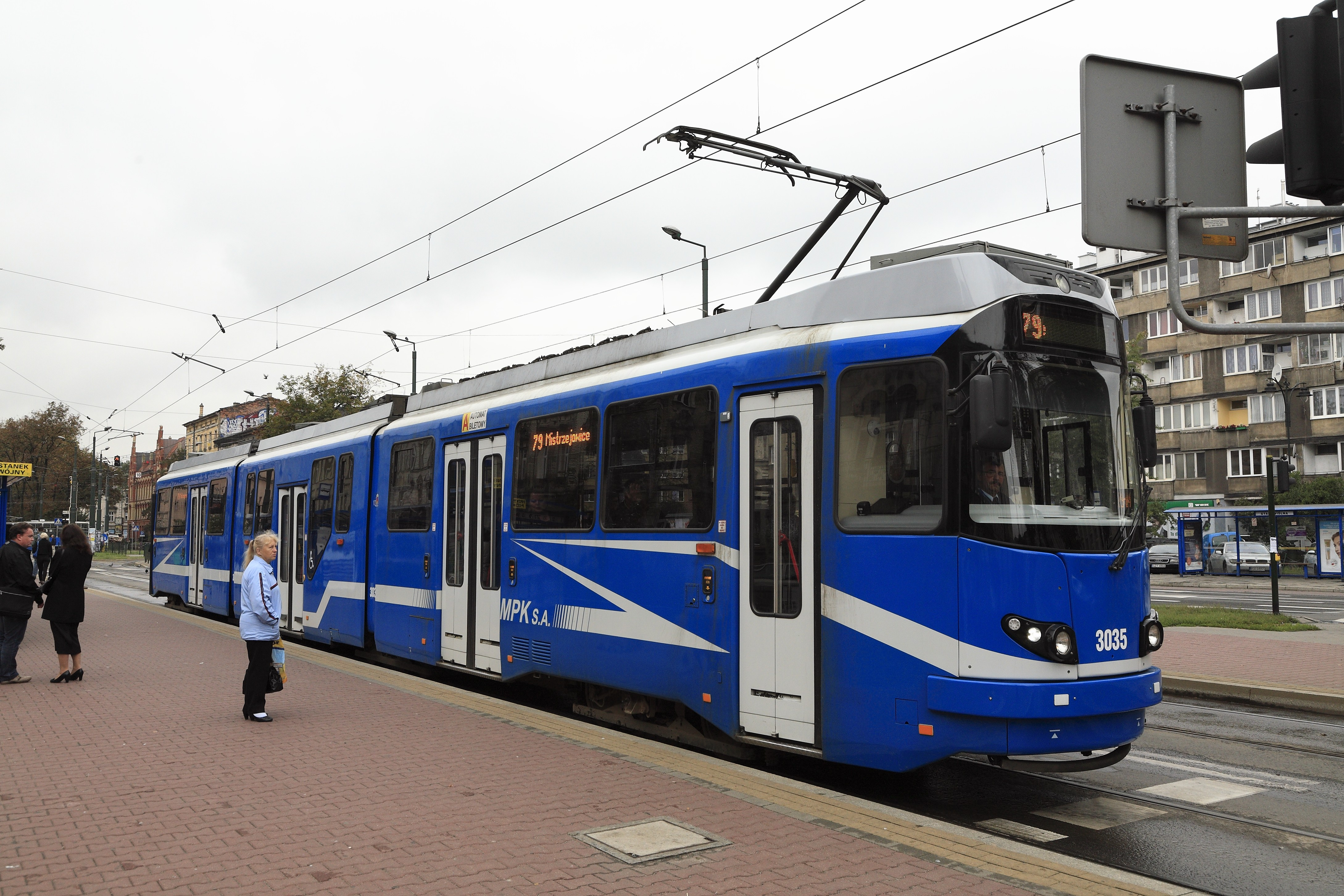
EU8N
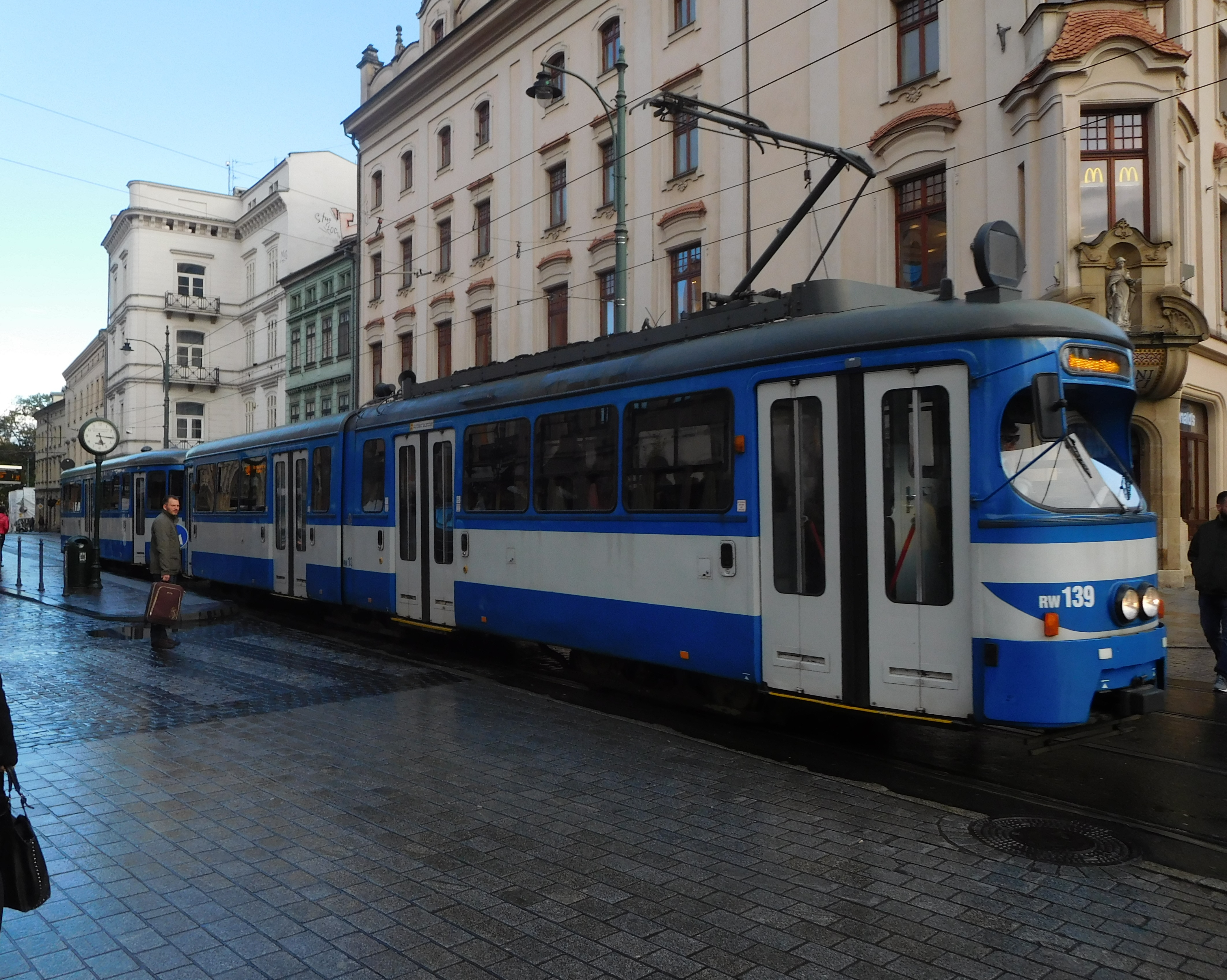
E1 z przyczepą C3
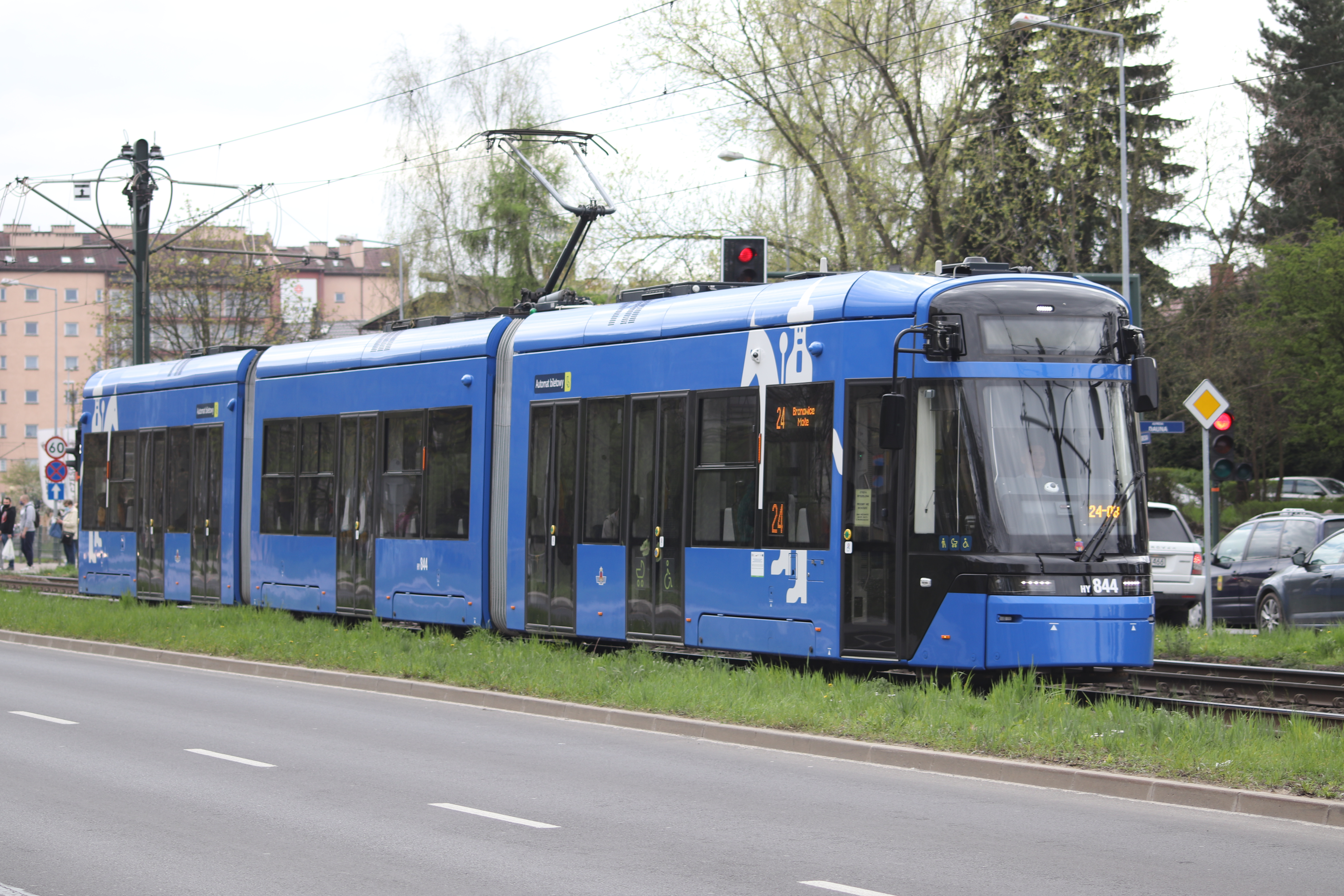
Stadler Tango Lajkonik

#### Historyczne
MPK Kraków posiada następujące tramwaje jako pojazdy historyczne:

(w nawiasie podano numer taborowy)
- DWF Ring (272)
- K (437)
- Konstal N (20 i 26)
- Konstal 102N (203)
- Konstal 102Na (210)
- Konstal 102NaD (155)
- Konstal 105N (271 i 266)
- Konstal 4N (43)
- Konstal ND (511 i 538)
- KSW (126)
- Lindner SN4 (151)
- LH Standard (1076)
- MAN B4 (527)
- MAN GT6 (187)
- MAN T4 (127 i 220)
- PN3 (555)
- Sanok PN2 (524 i 530)
- Sanok SN1 (37)
- Sanok SN2 (87)

### Autobusy

#### Eksploatowane
24 listopada 2023 roku MPK SA w Krakowie posiadało łącznie 640 autobusy, z czego 22 pojazdy należały do spółki-córki „Krak-Trans-Rem”.
| Model autobusu                              | Eksploatacja od                             | Numer taborowy                                                                                            | Udogodnienia | Uwagi                                                        | Zajezdnia Bieńczyce [B]                     | Zajezdnia Płaszów [P]                       | Zajezdnia Wola Duchacka [D]                 | Liczba |
| ------------------------------------------- | ------------------------------------------- | --- | --- | ------------------------------------------------------------ | ------------------------------------------- | ------------------------------------------- | ------------------------------------------- | ------ |
| Automet Cityliner Smile                     | 2018                                        | PA103 – PA105 PA146-149                                                                                   | przewóz osób na wózkach · system informacji pasażerskiej · monitoring · klimatyzacja przestrzeni pasażerskiej                                     | obsługują usługę Tele-Bus                                    | –                                           | 7                                           | –                                           | 7      |
| Autosan M09LE „SanCity”                     | 2016                                        | BA114 – BA121 BA132– BA141 DA150-157 DA122-DA131                                                          | przewóz osób na wózkach · system informacji pasażerskiej · monitoring · klimatyzacja przestrzeni pasażerskiej · automaty biletowe · ładowarki USB | –                                                            | 18                                          | –                                           | 18                                          | 36     |
| Karsan Jest                                 | 2020                                        | PA100 – PA101                                                                                             | przewóz osób na wózkach · system informacji pasażerskiej · monitoring · klimatyzacja przestrzeni pasażerskiej · automaty biletowe · ładowarki USB | najmniejsze pojazdy kursujące na regularnych liniach         | –                                           | 2                                           | –                                           | 2      |
| Irizar ie bus 12                            | 2023                                        | DE637 – DE640                                                                                             | przewóz osób na wózkach · system informacji pasażerskiej · monitoring · klimatyzacja przestrzeni pasażerskiej · automaty biletowe · ładowarki USB |                                                              | –                                           | –                                           | 4                                           | 4      |
| MAN Lion’s InterCity LE 13                  | 2022                                        | KM490 – KM499                                                                                             | przewóz osób na wózkach · system informacji pasażerskiej · monitoring · klimatyzacja przestrzeni pasażerskiej · automaty biletowe                 | do obsługi linii podmiejskich, własność Krak-Trans-Rem       | 10                                          | –                                           | –                                           | 10     |
| Mercedes-Benz City 75                       | 2019                                        | PA102 | przewóz osób na wózkach · system informacji pasażerskiej · monitoring · klimatyzacja przestrzeni pasażerskiej                                     | obsługuje usługę Tele-Bus                                    | –                                           | 1                                           | –                                           | 1      |
| Mercedes-Benz O530                          | 2011                                        | DO216 – DO218                                                                                             | przewóz osób na wózkach · system informacji pasażerskiej · monitoring · klimatyzacja przestrzeni pasażerskiej · automaty biletowe                 | –                                                            | –                                           | –                                           | 3                                           | 3      |
| Mercedes-Benz Conecto                       | 2018                                        | DO200 – DO201                                                                                             | przewóz osób na wózkach · system informacji pasażerskiej · monitoring · klimatyzacja przestrzeni pasażerskiej · automaty biletowe                 | –                                                            | –                                           | –                                           | 2                                           | 2      |
| Mercedes-Benz O530 C2                       | 2018                                        | BO258 – BO299 DO244 – DO257 PO206 – PO210 PO219-243                                                       | przewóz osób na wózkach · system informacji pasażerskiej · monitoring · klimatyzacja przestrzeni pasażerskiej · automaty biletowe · ładowarki USB | pojazdy z zajezdni Płaszów posiadają napęd hybrydowy         | 40                                          | 30                                          | 16                                          | 86     |
| Mercedes-Benz O530G                         | 2008                                        | DC725-728 DC730-731                                                                                       | przewóz osób na wózkach · system informacji pasażerskiej · monitoring · klimatyzacja przestrzeni pasażerskiej · automaty biletowe                 | –                                                            | –                                           | –                                           | 6                                           | 6      |
| Mercedes-Benz Conecto G                     | 2018                                        | DC700 DC732 – DC734                                                                                       | przewóz osób na wózkach · system informacji pasażerskiej · monitoring · klimatyzacja przestrzeni pasażerskiej · automaty biletowe                 | –                                                            | –                                           | –                                           | 4                                           | 4      |
| Solaris Urbino 8,9 LE electric              | 2016                                        | DE602 – DE605                                                                                             | przewóz osób na wózkach · system informacji pasażerskiej · monitoring · klimatyzacja przestrzeni pasażerskiej · automaty biletowe · ładowarki USB | –                                                            | –                                           | –                                           | 4                                           | 4      |
| Solaris Urbino 8,9LE                        | 2023                                        | BA142-BA145                                                                                               | przewóz osób na wózkach · system informacji pasażerskiej · monitoring · klimatyzacja przestrzeni pasażerskiej · automaty biletowe · ładowarki USB | -                                                            | 4                                           | –                                           | –                                           | 4      |
| Solaris Urbino 12 III                       | 2012                                        | BU907 – BU926 DU927-931 PU948-976 BU977                                                                   | przewóz osób na wózkach · system informacji pasażerskiej · monitoring · klimatyzacja przestrzeni pasażerskiej · automaty biletowe                 | –                                                            | 18                                          | 50                                          | 5                                           | 73     |
| Solaris Urbino 12 IV                        | 2016                                        | DU301-316 BU317-331 DU332-335 BU336 DU337-338 BU339-340 KU341-349 BU350-374 PU375-386 PU978-991 BU992-997 | przewóz osób na wózkach · system informacji pasażerskiej · monitoring · klimatyzacja przestrzeni pasażerskiej · automaty biletowe · ładowarki USB | 9 pojazdów z zajezdni Wola Duchacka należy do Krak-Trans-Rem | 48                                          | 25                                          | 31                                          | 104    |
| Solaris Urbino 12 electric                  | 2016                                        | DE601 DE606                                                                                               | przewóz osób na wózkach · system informacji pasażerskiej · monitoring · klimatyzacja przestrzeni pasażerskiej · automaty biletowe                 | –                                                            | –                                           | –                                           | 2                                           | 2      |
| Solaris Urbino 12 IV electric               | 2017                                        | DE607 – DE636                                                                                             | przewóz osób na wózkach · system informacji pasażerskiej · monitoring · klimatyzacja przestrzeni pasażerskiej · automaty biletowe · ładowarki USB | –                                                            | –                                           | –                                           | 30                                          | 30     |
| Solaris Urbino 12,9 Hybrid                  | 2018                                        | DH400-408                                                                                                 | przewóz osób na wózkach · system informacji pasażerskiej · monitoring · klimatyzacja przestrzeni pasażerskiej · automaty biletowe                 | –                                                            | –                                           | –                                           | 9                                           | 9      |
| Solaris Urbino 18 III                       | 2011                                        | DR742 – DR745 PR746 – PR768 PR777                                                                         | przewóz osób na wózkach · system informacji pasażerskiej · monitoring · klimatyzacja przestrzeni pasażerskiej · automaty biletowe                 | –                                                            | -                                           | 24                                          | 4                                           | 27     |
| Solaris Urbino 18 Metrostyle                | 2014                                        | PR769 – PR776                                                                                             | przewóz osób na wózkach · system informacji pasażerskiej · monitoring · klimatyzacja przestrzeni pasażerskiej · automaty biletowe                 | –                                                            | –                                           | 8                                           | –                                           | 8      |
| Solaris Urbino 18 Hybrid                    | 2014                                        | BH410 – BH416, BH418-421                                                                                  | przewóz osób na wózkach · system informacji pasażerskiej · monitoring · klimatyzacja przestrzeni pasażerskiej · automaty biletowe · ładowarki USB | –                                                            | 11                                          | –                                           | –                                           | 11     |
| Solaris Urbino 18 IV                        | 2017                                        | BR501 – BR510 BR557 – BR579 DR511 – DR556 DR580 – DR595 PR778 – PR797 KR596 – KR598                       | przewóz osób na wózkach · system informacji pasażerskiej · monitoring · klimatyzacja przestrzeni pasażerskiej · automaty biletowe · ładowarki USB | 3 pojazdy z zajezdni Wola Duchacka należą do Krak-Trans-Rem  | 33                                          | 20                                          | 65                                          | 118    |
| Solaris Urbino 18 IV Electric               | 2017                                        | DN001 – DN004 DN007 – DN081                                                                               | przewóz osób na wózkach · system informacji pasażerskiej · monitoring · klimatyzacja przestrzeni pasażerskiej · automaty biletowe · ładowarki USB | –                                                            | –                                           | –                                           | 79                                          | 79     |
| Volvo 7900 Hybrid                           | 2022                                        | BH409 | przewóz osób na wózkach · system informacji pasażerskiej · monitoring · klimatyzacja przestrzeni pasażerskiej · automaty biletowe · ładowarki USB | –                                                            | 1                                           | –                                           | –                                           | 1      |
| Volvo 7900A Hybrid                          | 2018                                        | BH422-433                                                                                                 | przewóz osób na wózkach · system informacji pasażerskiej · monitoring · klimatyzacja przestrzeni pasażerskiej · automaty biletowe · ładowarki USB | –                                                            | 12                                          | –                                           | –                                           | 12     |
| Wszystkie pojazdy (stan na 24.11.2023r.)    | Wszystkie pojazdy (stan na 24.11.2023r.)    | Wszystkie pojazdy (stan na 24.11.2023r.)                                                                  | Wszystkie pojazdy (stan na 24.11.2023r.) | Wszystkie pojazdy (stan na 24.11.2023r.)                     | 200                                         | 156                                         | 284                                         | 640    |
| Udział autobusów niskopodłogowych we flocie | Udział autobusów niskopodłogowych we flocie | Udział autobusów niskopodłogowych we flocie                                                               | Udział autobusów niskopodłogowych we flocie | Udział autobusów niskopodłogowych we flocie                  | Udział autobusów niskopodłogowych we flocie | Udział autobusów niskopodłogowych we flocie | Udział autobusów niskopodłogowych we flocie | 100%   |
| Udział autobusów klimatyzowanych we flocie  | Udział autobusów klimatyzowanych we flocie  | Udział autobusów klimatyzowanych we flocie                                                                | Udział autobusów klimatyzowanych we flocie | Udział autobusów klimatyzowanych we flocie                   | Udział autobusów klimatyzowanych we flocie  | Udział autobusów klimatyzowanych we flocie  | Udział autobusów klimatyzowanych we flocie  | 100%   |

#### Galeria

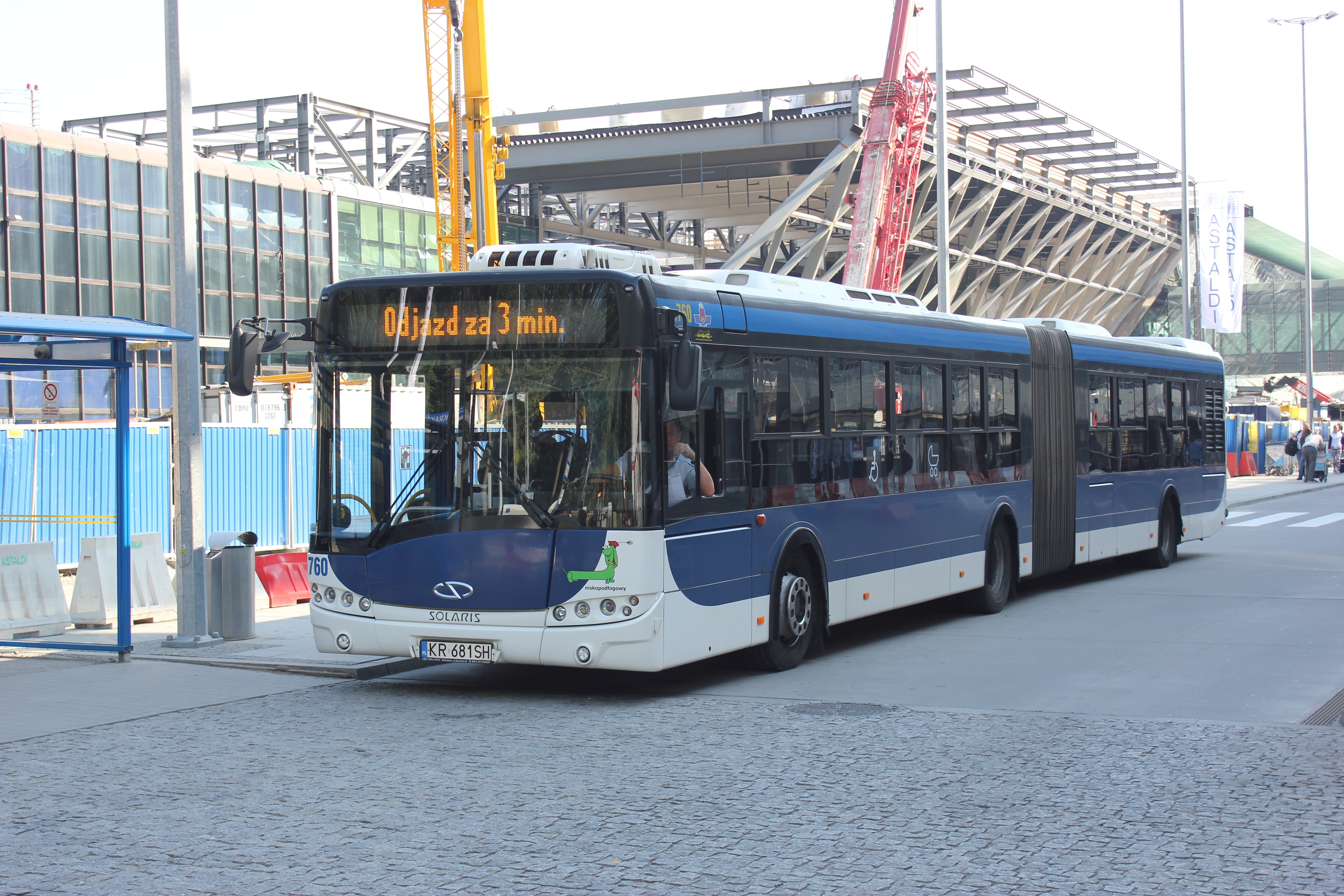
Solaris Urbino 18 III
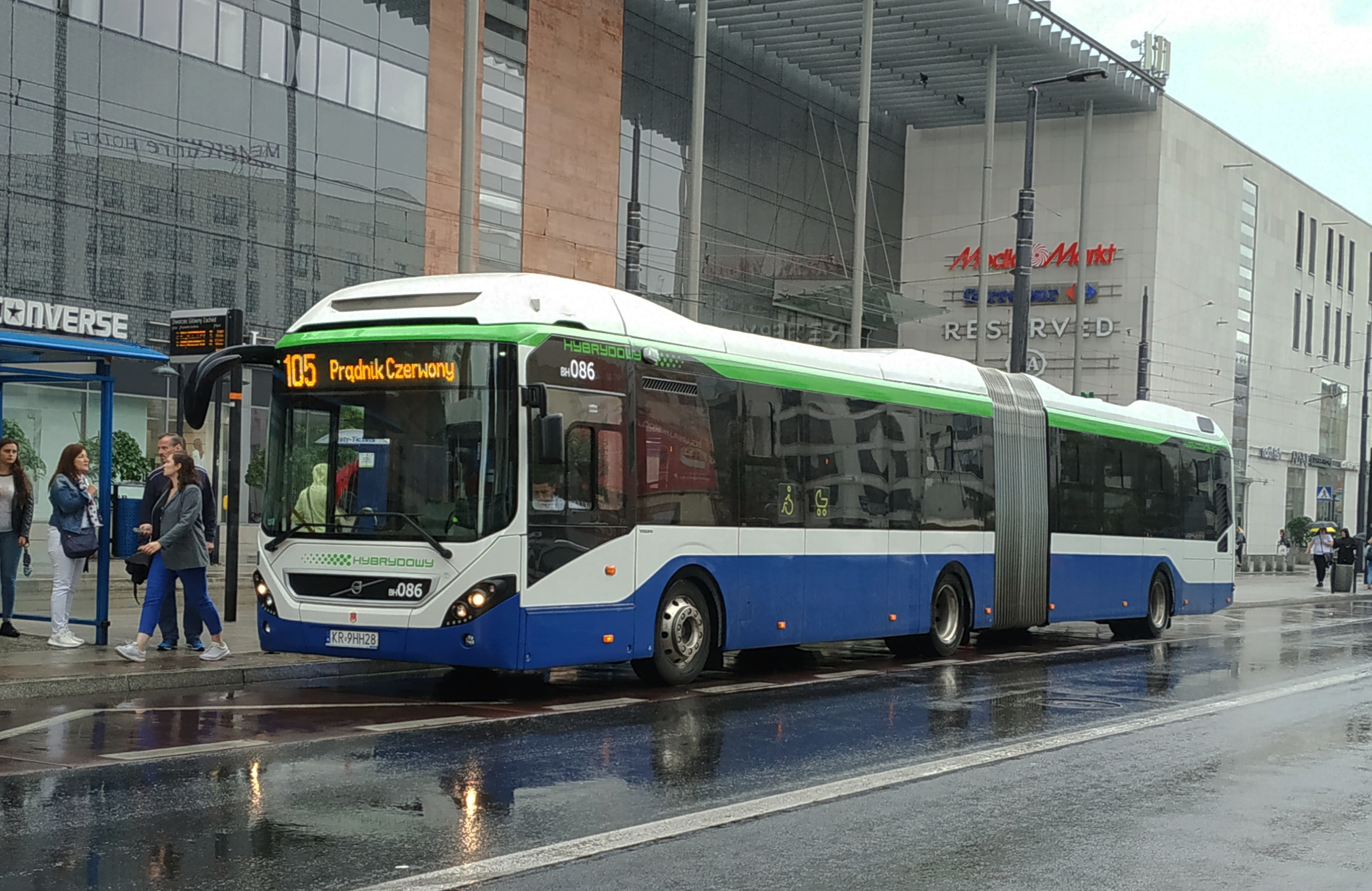
Volvo 7900A hybrid
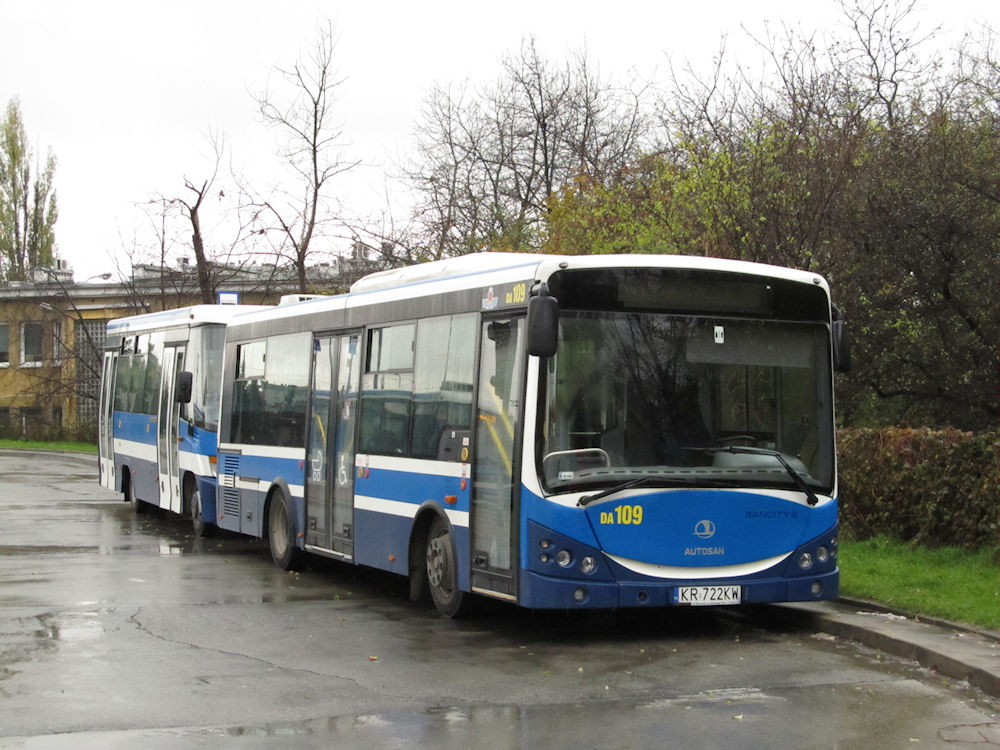
Autosan M09LE SanCity
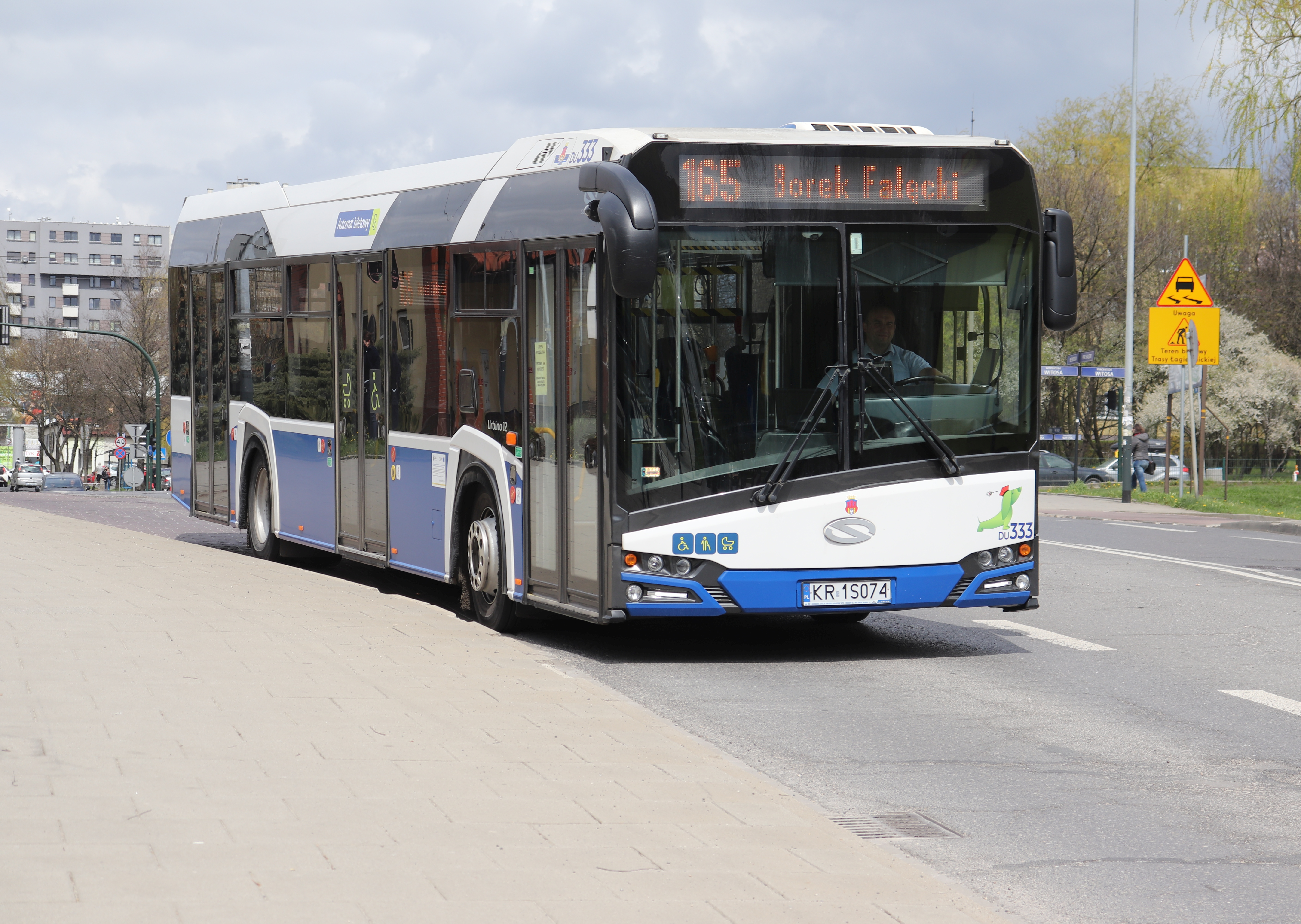
Solaris Urbino 12 IV
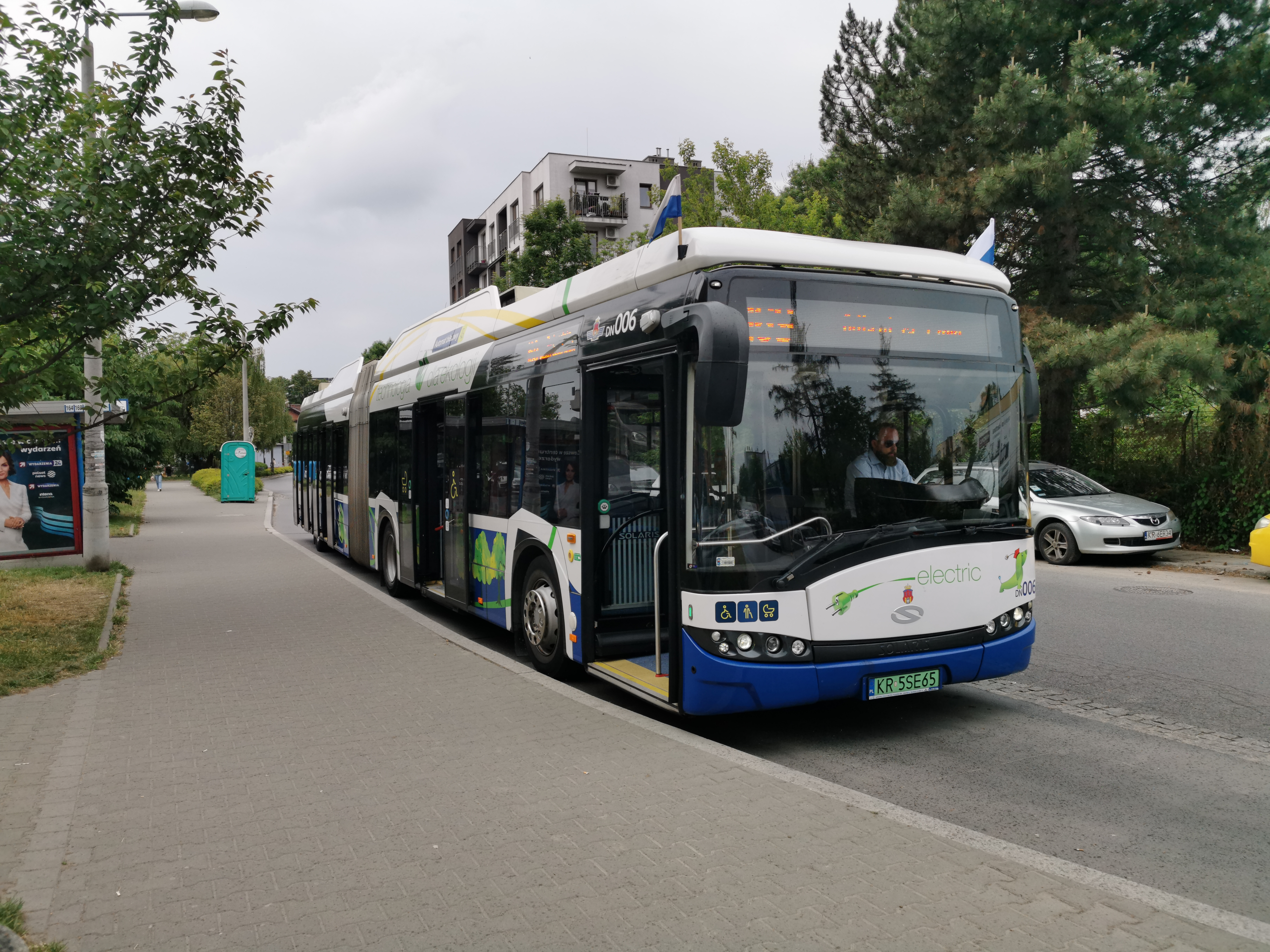
Solaris Urbino 18 III electric
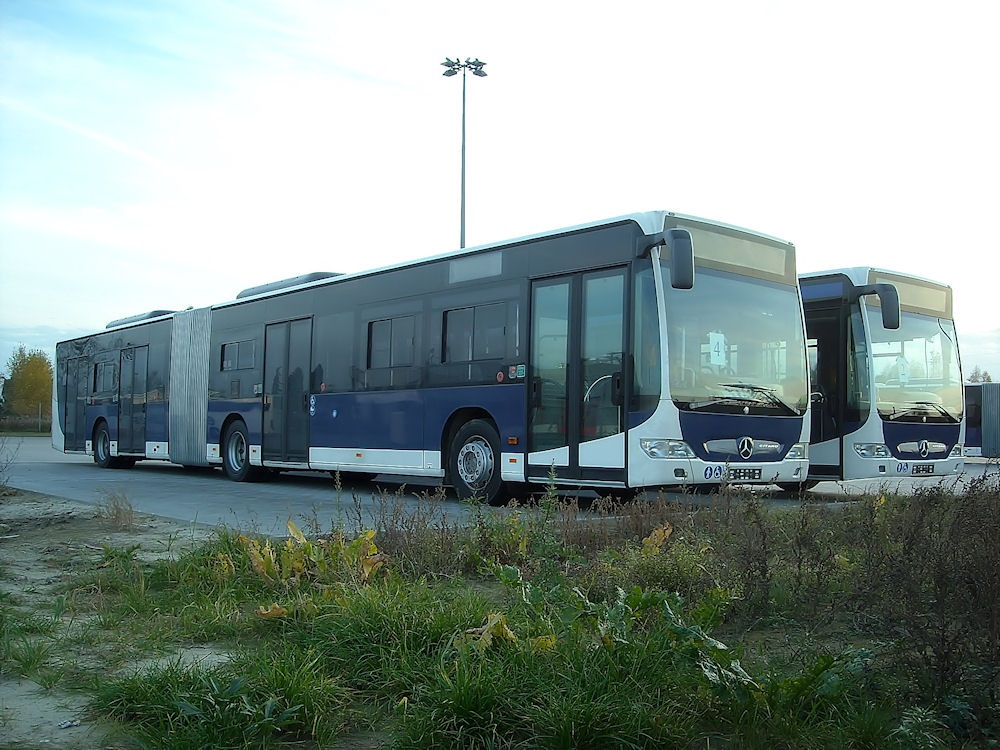
Mercedes O530 Citaro G

#### Zabytkowe
MPK Kraków posiada następujące autobusy jako pojazdy historyczne:

(w nawiasie podano numer taborowy)

- Autosan H6-06 „Melon” (10108)
- Ikarus 260/A (856)
- Ikarus 260 (45151)
- Ikarus 280 (24575 i 34260)
- Ikarus 620 (118)
- Jelcz 021 (549)
- Jelcz 120M (21001)
- Jelcz 272 MEX (341)
- Jelcz M11 (12240)
- Jelcz M121MB (DJ680)
- Jelcz M181MB (DD493)
- Jelcz P-01 (608)
- Karosa B40 (600)
- MAN SG242 (36001)
- Nysa N59M (28)
- Rugby L (19)
- San H01B (86)
- Scania CN113CLL (PS001)
- Scania CN113ALB (38030)
- Solaris Urbino 12 (BU820)
- Autosan M09LE (DA107)

#### Wycofane z eksploatacji
Poniższe pojazdy zostały wycofane z liniowej eksploatacji w MPK Kraków:

- Autosan H6-06 „Melon”
- Benz Gaggenau MS
- Berliet PR100
- Chevrolet EFD 183
- Federal Six
- Ikarus 260
- Ikarus 280
- Ikarus 620
- Jelcz 021
- Jelcz 043
- Jelcz 120M
- Jelcz M081MB
- Jelcz M083C Libero
- Jelcz M11
- Jelcz M121MB
- Jelcz M181MB
- Jelcz M182MB
- Jelcz PR110U
- Man NG313
- MAN SG 242
- MAN SL 200
- Neoplan N4020
- San H01B
- Scania Castrosua N94UA
- Scania CN113CLL
- Scania CN113ALB
- Scania CN94UA
- Scania CN94UB
- Scania CR111
- Scania CR112
- Star N52
- Volvo B58-60 Delta Plan
- Volvo B59-59 Säffle